# La Foule (film)
Pour les articles homonymes, voir La Foule.
Pour plus de détails, voir Fiche technique et Distribution.
La Foule (The Crowd) est un film américain réalisé par King Vidor, sorti en 1928.
Le film fait partie du fonds de conservation du National Film Registry du congrès américain.

## Synopsis
John Sims a toujours cru qu'il deviendrait quelqu'un d'important. Mais son père meurt jeune, obligeant John à intégrer la foule des travailleurs. À 21 ans, c'est un employé anonyme des assurances Atlas à New York. Bert, un de ses collègues, lui fait rencontrer Mary. John et Mary se marient et ils emménagent dans un modeste appartement...

## Fiche technique
- Titre original : The Crowd
- Titre français : La Foule
- Réalisation : King Vidor
- Scénario : King Vidor, John V. A. Weaver, Harry Behn
- Décors : Cedric Gibbons, A. Arnold Gillespie
- Costumes : André-ani
- Photographie : Henry Sharp
- Montage : Hugh Wynn
- Production : Irving Thalberg
- Société de production : Metro-Goldwyn-Mayer Pictures Corporation
- Société de distribution : Metro-Goldwyn-Mayer Distributing Corporation
- Pays de production :  États-Unis
- Langue originale : anglais
- Format : Noir et blanc - 35 mm - 1,37:1 -  film muet
- Genre : drame
- Durée : 98 minutes (9 bobines)
- Date de sortie : 
  - États-Unis : 18 février 1928 (première à New York), 3 mars 1928 (sortie nationale)

## Distribution
- Eleanor Boardman : Mary Sims
- James Murray : John Sims
- Bert Roach : Bert
- Estelle Clark : Jane
- Daniel G. Tomlinson : Jim
- Dell Henderson : Dick
- Lucy Beaumont : la mère de Mary
- Freddie Burke Frederick : John Sims Jr., le fils de John et Mary
- Alice Mildred Puter : la fille de John et Mary

Acteurs non crédités
- Sidney Bracey : la contremaître de John
- Johnny Downs : John enfant
- Sally Eilers : la fille chez Bert
- Warner Richmond : M. Sims, le père de John
- Virginia Sale : la belle-sœur de Mary
- Larry Steers : le docteur

## Production
Lors des séances de promotion, sept fins différentes furent testées. Finalement le film fut proposé aux exploitants de salle avec deux fins, une heureuse et une triste.